# مالاوین ایرلاینز
مالاوین ایرلاینز (به انگلیسی: Malawian Airlines) یک شرکت هواپیمایی با کد یاتا 3W است که در ۲۰۱۳ میلادی تأسیس شده و در ۳۱ ژانویه ۲۰۱۴ فعالیتش را آغاز کرده‌است. دفتر مرکزی مالاوین ایرلاینز در لیلونگوه، مالاوی واقع شده‌است و قطب این شرکت هواپیمایی در فرودگاه بین‌المللی لیلونگوه قرار دارد و به ۶ مقصد، پرواز انجام می‌دهد.